# Temperatura pseudozredukowana
Temperatura pseudozredukowana (ang. reduced temperature, pseudoreduced temperature) – bezwymiarowa wielkość skalarna zdefiniowana jako stosunek temperatury gazu rzeczywistego {\displaystyle T} do jego temperatury krytycznej {\displaystyle T_{c}}
{\displaystyle T_{r}\;{\stackrel {\mathrm {df} }{=}}\;{\frac {T}{T_{c}}}.}
Pojęcie temperatury pseudozredukowanej wykorzystuje się w opisie własności termodynamicznych gazów rzeczywistych, w zakresie powyżej ciśnienia krytycznego i temperatury krytycznej.